# さくらなつみ
さくら なつみは、日本の女性声優。以前はゆーりんプロ、アトリエピーチ、フェザードに所属していた。旧芸名は藤田 夏海（ふじた なつみ）。

## 出演作品

### ゲーム
1999年
- モンモンタウンのケンチャコ大冒険

2001年
- THE 恋愛シミュレーション2 〜ふれあい〜（桜井 翠）

2003年
- 木漏れ日の並木道（中里 さくら）
- LOVERS 〜恋に落ちたら…〜（大沢 ひな子、月島 華奈）

2004年
- 木漏れ日の並木道 〜移り変わる季節の中で〜（中里 さくら）
- 友達以上恋人未満（橘 みかん）

2005年
- ひとつ家物語（ダイ）

2006年
- ウィズ アニバーサリィー（アリス）

2007年
- 釣☆カノジョ 〜あの娘は釣り頃、釣られ頃〜（天川 あまね）
- ふるふるぱーく（回須 渦）
- 勇者のくせになまいきだ。

2009年
- ウィズ アニバーサリィー☆COMPLETE!（アリス）